# Gonäs
Gönas is een plaats in de gemeente Ludvika in het landschap Dalarna en de provincie Dalarnas län in Zweden. De plaats heeft 366 inwoners (2005) en een oppervlakte van 104 hectare.